# Michael (cráter)

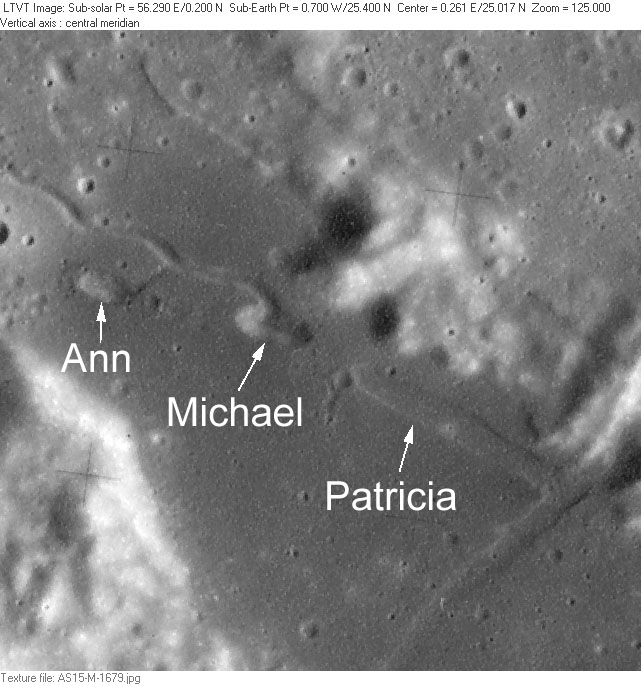
Cráteres Ann, Michael y Patricia (imagen LRO)

El cráter Michael es una pequeña depresión situado en la cara visible de la Luna, en el extremo sur del Palus Putredinis. Está localizado entre Ann (al oeste) y Patricia (al estesureste). Más al sureste se halla la Rima Bradley.
|  |
|  |

Es un diminuto cráter con forma alargada (de aproximadamente 3.3 × 1.7 km), que se extiende paralelo a una serie de grietas cercanas. Uno de estas grietas se conecta con su borde norte.

## Designación
Cinco de los cráteres próximos a la Rima Bradley poseen nombres oficiales, que proceden de anotaciones originales no oficiales utilizadas en la hoja 41A3/S1 de la serie de mapas Lunar Topophotomap de la NASA. La designación fue adoptada por la UAI en 1976.